# Glaucocharis ochrophanes
Glaucocharis ochrophanes là một loài bướm đêm trong họ Crambidae.